# باب جویس
باب جویس (انگلیسی: Bob Joyce؛ زادهٔ ۱۱ ژوئیهٔ ۱۹۶۶) بازیکن هاکی روی یخ اهل کانادا است.